# Teräsbetoni
Teräsbetoni je finská heavy metalová skupina. Prvního alba Metallitotuus, které bylo vydáno roku 2005, se prodalo více než 32 000 kusů. Hudební styl Teräsbetoni byl silně ovlivněn kapelami jako Manowar. Překlad názvu kapely v češtině znamená železobeton.
Hudba Teräsbetoni má bojový nádech a oslavuje životní styl pohanských bojovníků a "bratrství metalu". Jejich styl je přijímán různě. Sami členové kapely říkají, že povahu textů a výzdoby pódia neberou smrtelně vážně, ale baví se s tím.
Kapela se účastnila Eurovision Song Contest 2008, kde s písní „Missä miehet ratsastaa“ obsadila 22. místo. V roce 2012 si hokejisté finské reprezentace vybrali jejich píseň „Taivas Lyö Tulta“ jako svou oslavnou píseň, která se hrála po každém vstřeleném gólu.
V srpnu 2011 kapela oznámila přestávku. V červenci 2013 oznámili konec přestávky, aby oslavili 10. výročí založení kapely, a v srpnu opět ukončili aktivitu, kvůli vytížení členů.

## Historie

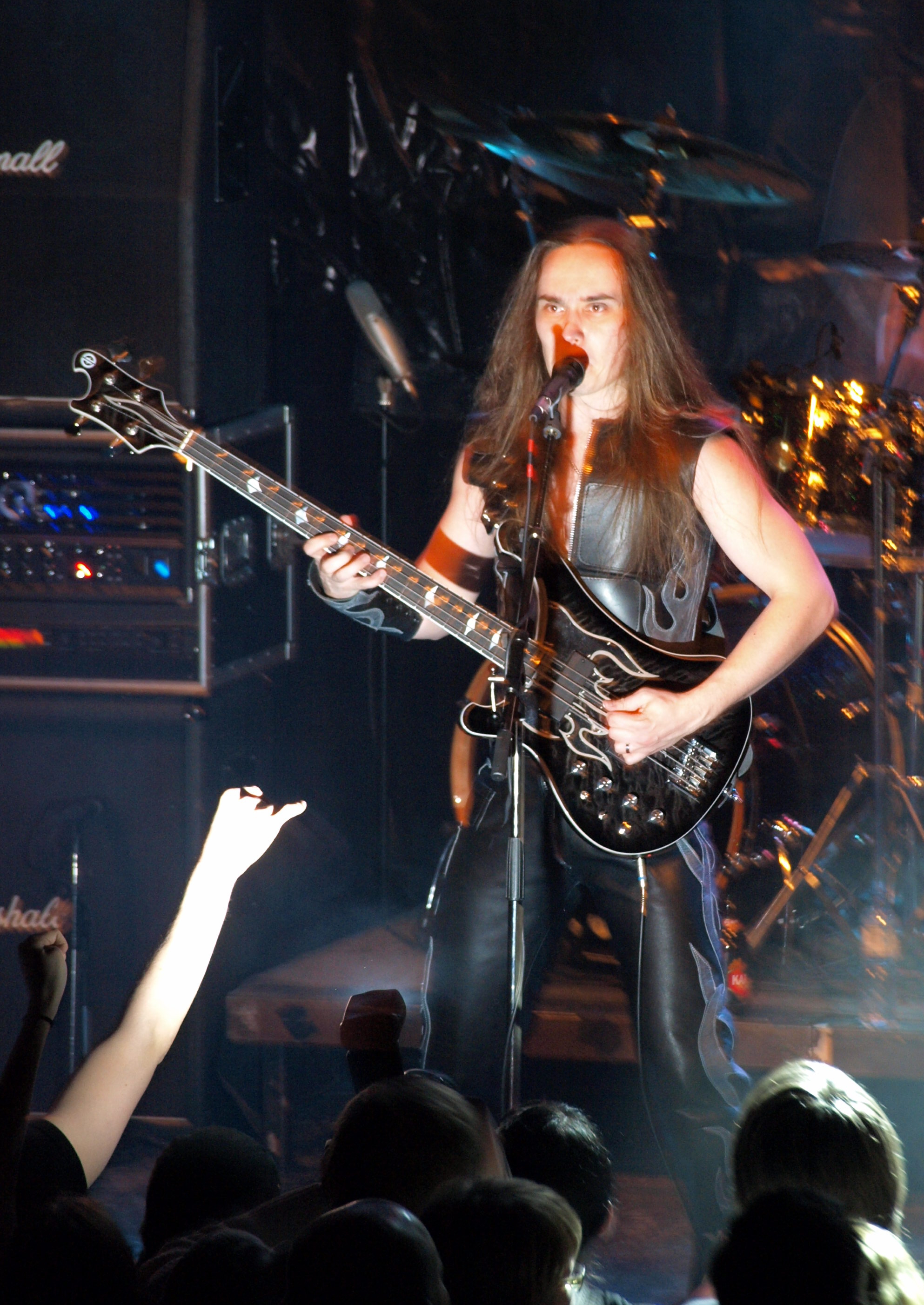
Hlavní zpěvák a baskytarista Jarkko Ahola

Jarkko Ahola, Arto Järvinen, a Viljo Rantanen se seznámili roku 2002 a rozhodli se založit kapelu. Jari Kuokkanen se přidal jako občasný bubeník, a později se stal stálým členem kapely. S názvem kapely Teräsbetoni přišel kytarista Viljo Rantanen. První skladbu složili roku 2003 a v létě 2003 ji umístili s dalšími dvěma skladbami na své domovské webové stránce. Názvy skladeb byly: „Teräsbetoni“ (česky Železobeton), „Teräksen varjo“ (česky Stín z oceli), a „Maljanne nostakaa“ (česky Pozvedněte své číše)
Kapela začala být populární v undergroundových kruzích a zanedlouho se povědomí o existenci kapely roznesla dále. Nadšenými fanoušky kolovala petice požadující pro Teräsbetoni nahrávací kontrakt, a byla zaslána několika nahrávacím studiím. V roce 2004 Teräsbetoni odehráli svůj první koncert. Záznam live verze skladby „Taivas lyö tulta“ (česky Nebe dští oheň) byl přidán na webové stránky kapely. Na prvním koncertu hráli coververze „Rainbow in the Dark“ Ronnieho James Dia a „Metal Warriors“ kapely Manowar. Ke konci roku 2004 podepsala kapela nahrávací smlouvu s Warner Music Finland a singl „Taivas lyö tulta“ začali nahrávat v prosinci 2004. Singl byl publikován v únoru 2005. V prvním týdnu po uvedení ve finském singl žebříčku stoupal na vrchol a za hojného vysílacího času v rádiích se kapela stala všeobecně známou.
Nahrávaní skladeb pro první studiové album Metallitotuus začalo v lednu 2005 a album bylo vydané 6. dubna, 2005. V prvním týdnu po uvedení ve finském žebříčku vystoupalo na 2. místo a usadilo se tam na dlouhých 29 týdnů. Druhým singlem z alba se stala píseň „Orjatar“ (česky Otrokyně). Na tuto skladbu byl natočen videoklip, který se poprvé vyšplhal do TOP40 show 16. dubna 2005. Skladba „Taivas lyö tulta“ byla později vybrána jako oslavná píseň, která se hrála po každém vstřeleném gólu, Finským národním hokejovým týmem na hokejové tour Karjala Cup.
Za první rok prodeje album Metallitotuus získalo platinovou desku (což ve Finsku znamená přes 30 000 prodaných desek) za téměř 33 000 prodaných desek a ve Finsku se stalo třetím nejpopulárnějším Heavy Rockovým albem roku. V červnu 2006 vyšlo druhé album v pořadí s názvem Vaadimme metallia. V den uvedení do prodeje téměř zdolalo hranici pro ocenění zlatá deska (což je ve Finsku 15 000 prodaných desek).

## Členové
- Jarkko Ahola – hlavní zpěv, baskytara
- Arto Järvinen – kytara, zpěv
- Viljo Rantanen – kytara
- Jari Kuokkanen – bicí

## Diskografie

### Alba
- 2005: Metallitotuus
- 2006: Vaadimme metallia
- 2008: Myrskyntuoja
- 2010: Maailma tarvitsee sankareita

### Singly
- 2005: „Taivas lyö tulta“
- 2005: „Orjatar“
- 2005: „Vahva kuin metalli“
- 2006: „Älä mene metsään“
- 2006: „Viimeinen tuoppi“
- 2008: „Missä miehet ratsastaa“
- 2008: „Paha sanoo“
- 2010: „Maailma tarvitsee sankareita“
- 2010: „Uudestisyntynyt“
- 2010: „Metalliolut“